# 완전시장
완전시장(complete market)은 경제학에서 두 가지 조건을 갖춘 시장이다:
1. 거래 비용은 미미하므로 정보도 완전하다.
2. 세계의 모든 국가에 있는 모든 자산에는 가격이 있다.

여기서 상품은 국가에 따라 결정된다. 즉, 상품에는 상품이 소비되는 세계의 시간과 상태가 포함된다. 예를 들어, 내일 비가 올 경우 우산은 내일 날씨가 맑을 경우 우산과 별개의 재화이다. 완전시장에 대한 연구는 국가선호이론의 핵심이다.

## 동적으로 완전한 시장
시장이 완성되기 위해서는 시장의 미래 상태와 관련하여 즉시 포지션을 취할 수 있어야 한다.

## 추가 문헌
- Mark D. Flood (1991), "An Introduction to Complete Markets", Federal Reserve Bank of St. Louis, Review, March/April 1991